# Йохан Георг фон Вартенберг
Йохан Георг фон Вартенберг (на немски: Graf Johann Georg (III) von Wartenberg; на чешки: Jan Jiří z Vartemberka; † ок. 16 ноември 1632) от фамилията на графовете фон Валдщайн-Вартенберг, е фрайхер и граф на „Вартенберг и Липа“ в Бохемия през началото на Тридесетгодишната война.

## Биография
Той е син на фрайхер Карл фон Вартенберг/Карел з Вартемберка (1557 – 1612) и съпругата му графиня Катарина фон Мансфелд-Айзлебен (1555 – 1634), дъщеря на граф Йохан Георг I фон Мансфелд-Айзлебен († 1579) и графиня Катарина фон Мансфелд-Хинтерорт († 1582). Внук е на фрайхер Адам фон Вартенберг (1516 – 1564/1579) и втората му съпруга Алена Борцита. Роднина е на Адам фон Валдщайн (1570 – 1638), първият имперски граф на Валдщайн. Сестра му Анна Сибила се омъжва на 22 септември 1608 г. за граф Ернст VI фон Мансфелд-Хинтерорт (1561 – 1609). Брат му Ота Жиндрих е убит на 29 октомври 1625 г.
През Тридесетгодишната война след загубата на „битката при Бялата планина“ при Прага на 8 ноември 1620 г. протестантът Йохан Георг фон Вартенберг е изгонен от Вартенберг. Хабсбургският император Фердинанд II от Католическата лига му взема собственостите и той бяга в изгнание в Саксония.
Йохан Георг фон Вартенберг умира в изгнание ок. 16 ноември 1632 г.

## Фамилия
Йохан Георг фон Вартенберг се жени на 7 март 1625 г. в замък Ротау до Пасау за Сабина фон Пфалц-Зулцбах (* 25 февруари 1589, Зулцбах; † 1 септември 1645, Касел) от фамилията Вителсбахи, дъщеря на пфалцграф и херцог Ото Хайнрих фон Пфалц-Зулцбах (1556 – 1604) и принцеса Доротея Мария фон Вюртемберг (1559 – 1639), дъщеря на Кристоф, херцог на Вюртемберг, и Анна Мария фон Бранденбург. Те нямат деца.

## Галерия
- Герб на графовете фон Валдщайн господари фон Вартенберг (1758)
- Герб на род Валдщайн
- Замък Валдщйн
- Замък Вартенберг